# Вейдлинг, Гельмут
Гельмут Отто Людвиг Вейдлинг (нем. Helmuth Otto Ludwig Weidling; 2 ноября 1891, Хальберштадт, Саксония-Анхальт — 17 ноября 1955, Владимирский централ, Владимир, СССР) — генерал артиллерии германской армии. Командующий обороной и последний комендант Берлина. Умер в местах лишения свободы, отбывая наказание за военные преступления.

## Биография
Родился 2 ноября 1891 года в Хальберштадте, провинция Саксония в семье доктора медицины.
Участник Первой мировой войны в качестве аэронавта-наблюдателя.
В декабре 1914 году перешел на службу в эскадрилью дирижаблей.
В 1915 году получил звание обер-лейтенанта. Служил в подразделениях аэростатов, был командиром «Цеппелина».
В мае 1917 года получил должность адъютанта начальника военного воздухоплавания, позже — командующего воздушным флотом.
В 1919 году после упразднения германских воздушных сил перешел на службу в артиллерийские войска, был командиром артиллерийской батареи, затем дивизиона.
В 1922 году получил звание капитана, в 1933 году — майора, в октябре 1935 года — подполковника, в марте 1938 года — полковника.
В войне против Польши в 1939 году командовал артиллерийским полком, в войне против Франции в 1940 году был начальником артиллерии 9-го армейского корпуса, затем 4-го армейского корпуса. Участвовал в войне на Балканах. На Восточном фронте до конца декабря 1941 года был начальником артиллерии 40-го танкового корпуса.
С конца декабря 1941 года до октября 1943 года был командиром 86-й пехотной дивизии.
С 20 октября 1943 года был командиром 41-го танкового корпуса, этим корпусом командовал до полного его разгрома — до начала апреля 1945 года.
С 10 апреля 1945 года стал командиром 56-го танкового корпуса.
23 апреля Гитлер на основании ложного доноса отдал приказ о его расстреле. Узнав об этом, Вейдлинг прибыл в ставку и добился аудиенции с Гитлером, после которой приказ о расстреле генерала был отменён, а сам он был назначен командующим обороной Берлина вместо только назначенного подполковника Эриха Беренфенгера. После этого, по словам очевидцев, Вейдлинг произнес свою знаменитую фразу (впоследствии цитируемую во многих произведениях, посвященных последним дням нацистской Германии): «Я бы предпочел, чтоб меня расстреляли». Пытался организовать оборону города, ведя бои за каждый дом.
После самоубийства Гитлера Вейдлинг отдает приказ подчинённым ему войскам:

 30 апреля 1945 года фюрер покончил с собой, оставив на произвол судьбы всех, кто присягал ему на верность. Согласно последнему приказу фюрера, вы, немецкие солдаты, должны быть готовы продолжать бои вокруг Берлина, несмотря на то, что ваши боеприпасы на исходе, и в сложившемся положении дальнейшее сопротивление бессмысленно. Я приказываю немедленно прекратить всякое сопротивление. Каждый час сражения продлевает ужасающие страдания гражданского населения Берлина и наших раненых. По взаимному соглашению с высшим командованием советских войск я призываю вас немедленно прекратить боевые действия. Вейдлинг, бывший командующий берлинским оборонительным районом.
Оригинальный текст (нем.)Am 30. April 1945 hat der Führer Selbstmord begangen und damit alle, die ihm Treue geschworen hatten, im Stich gelassen. Getreu dem Befehl des Führers wart ihr, deutsche Soldaten, bereit, den Kampf um Berlin fortzusetzen, obwohl eure Munition zur Neige ging und die Gesamtlage den weiteren Widerstand sinnlos machte. Ich ordne die sofortige Einstellung jeglichen Widerstandes an. Jede Stunde, die ihr weiterkämpft, verlängert die entsetzlichen Leiden der Zivilbevölkerung Berlins und unserer Verwundeten. Im Einvernehmen mit dem Oberkommando der sowjetischen Truppen fordere ich euch auf, sofort den Kampf einzustellen. Weidling, ehemaliger Befehlshaber des Verteidigungsbereichs Berlin.

В 7 часов утра 2 мая 1945 года он подписал капитуляцию немецких войск и сдался вместе с остатками гарнизона в плен.
Вейдлинг содержался в Бутырской и Лефортовской тюрьмах в Москве, а затем во Владимирской тюрьме. В плену написал подробные воспоминания о последних днях обороны Берлина, в том числе пребывании в бункере рейхсканцелярии Гитлера и ряда иных лиц высшего политического и военного руководства Германии.
27 февраля 1952 года военным трибуналом войск МВД Московского округа приговорён к 25 годам заключения по обвинению в военных преступлениях, в том числе в том, что в марте 1944 года он отдал приказ войскам 41-го корпуса, которыми он командовал, насильно, под страхом расстрела, согнать в лагерь под Озаричами всех больных сыпным тифом и приезжающих из других областей советских граждан, большинство из которых погибло, а некоторые были расстреляны.
Гельмут Вейдлинг скончался на 65-м году жизни 17 ноября 1955 года от сердечной недостаточности во Владимирском централе.

## После смерти
Похоронен в безымянной могиле на тюремном кладбище.
Главной военной прокуратурой РФ 16 апреля 1996 признан не подлежащим реабилитации.